# Festival de la Canción de San Remo 1952
El segundo Festival de Sanremo se celebró en Sanremo del 28 al 30 de enero de 1952. Fue presentado por Nunzio Filogamo, en su segunda conducción consecutiva. Esta edición marcó el triunfo de Nilla Pizzi (ya ganadora de la edición anterior), que se adjudicó el primer, segundo y tercer puestos con las canciones Vola colomba, Papaveri e papere y Una donna prega, respectivamente; no volverá a ocurrir que un solo cantante se adjudique todo el podio del Festival.

## Participantes
| Nombre artista   | Última participación en el Festival |
| ---------------- | ----------------------------------- |
| Duo Fasano       | 1951                                |
| Oscar Carboni    | Debutante                           |
| Nilla Pizzi      | 1951                                |
| Gino Latilla     | Debutante                           |
| Achille Togliani | 1951                                |

## Detalles
La convocatoria de oposición (que expiró el 31 de octubre de 1951) contó con la participación de más de 300 canciones enviadas de varias casas editoras, elegidas por la comisión de selección y reducidas a veinte. De dicha comisión hacían parte el maestro Giulio Razzi, director de la Radio, Riccardo Morbelli, Angelo Nizza y Pier Bussetti, director del Casino de Sanremo.
Los cinco periodistas de la primera noche alcanzaron la notable cifra de quince en la segunda. Fueron introducidos también los jurados externos, reunidos en las sedes de la RAI esparcidas por Italia.
La canción ganadora, Vola colomba interpretada por Nilla Pizzi, está dedicada a la vuelta de Trieste a Italia, pero la canción de mayor éxito será la segunda clasificada, Papaveri e papere, escrita por Mario Panzeri que, contando de los papaveri alti alti alti perfila una metáfora de los poderosos ante a los cuales los pobres, nacidos paperini, no pueden hacer nada. Esta canción, aunque está realizada por la Pizzi (con Mario Bosi imitando la voz de Paperino), será luego grabada también de Bing Crosby, Eddie Costantine, Yves Montand y Beniamino Gigli.
En el 2007 fue publicada, bajo licencia de la RAI, toda la transmisión radiofónica del festival en dos CDs de la Twilight Music, en la colección Via Asiago 10 (TWI CD AS 07 33).

## Clasificación, canciones y cantantes
| Puesto | Intérprete                     | Canción                         | Traducción                            | Autores                                 | Votos |
| ------ | ------------------------------ | ------------------------------- | ------------------------------------- | --------------------------------------- | ----- |
| 1°     | Nilla Pizzi                    | Vola Colomba                    | Vuela Paloma                          | B. Cherubini y C. Concina               | 80    |
| 2°     | Nilla Pizzi                    | Papaveri e papere               | La Amapola y la patita                | N. Rastelli, M. Panzeri y V. Mascheroni | 70    |
| 3°     | Nilla Pizzi                    | Una donna prega                 | Una mujer reza                        | Pinchi y V. Panzuti                     | 50    |
| 4°     | Oscar Carboni                  | Madonna delle rose              | Virgen de las rosas                   | G. Fiorelli y M. Ruccione               | 28    |
| 5°     | Gino Latilla                   | Un disco dall'Italia            | Un disco de Italia                    | N. Salerno y G. D'Anzi                  | 20    |
| 6°     | Gino Latilla                   | L'attesa                        | La espera                             | Biri y N. Ravasini                      | 19    |
| 7°     | Oscar Carboni                  | Perché le donne belle           | Por qué las mujeres bellas...         | A. Sopranzi y G. Fassino                | 11    |
| 8°     | Achille Togliani               | Vecchie mura                    | Viejos muros                          | Filibello y P. E. Bassi                 | 7     |
| 9°     | Achille Togliani               | Libro di novelle                | Libro de novelas                      | L. Citi y M. Casini                     | 4     |
| 10°    | Nilla Pizzi y Achille Togliani | Nel regno dei sogni             | En el reino de los sueños             | A. Paretti y C. A. Rossi                | 1     |
| NF     | Duo Fasano                     | Al ritmo della carrozzella      | Al ritmo de la silla de ruedas        | E. L. Poletto y P. Pavesio              |       |
| NF     | Nilla Pizzi y Duo Fasano       | Buonanotte (Ai bimbi del mondo) | Buenas noches (A los niños del mundo) | E. Minoretti y A. Zara                  |       |
| NF     | Oscar Carboni                  | Cantate e sorridete             | Canta y sonríe                        | G. C. Testoni, F. Fabor y C. Donida     |       |
| NF     | Duo Fasano                     | Due gattini                     | Dos gatitos                           | T. Giacobetti, G. Kramer y Trinacria    |       |
| NF     | Nilla Pizzi y Duo Fasano       | Il valzer di Nonna Speranza     | El vals de la Abuela Esperanza        | G. C. Testoni y S. Seracini             |       |
| NF     | Achille Togliani               | La collanina                    | El collarcito                         | G. C. Testoni y D. Olivieri             |       |
| NF     | Gino Latilla                   | Malinconica tarantella          | Melancólica Tarantella                | G. C. Testoni y E. Ceragioli            |       |
| NF     | Nilla Pizzi                    | Ninna nanna ai sogni perduti    | Canción de cuna a los sueños perdidos | P. E. Bassi, M. Panzeri y G. C. Testoni |       |
| NF     | Gino Latilla                   | Pura fantasia                   | Pura fantasía                         | Aminta y A. Fragna                      |       |
| NF     | Duo Fasano                     | Vecchio tram                    | Viejo tranvía                         | G. L. Callegari                         |       |

## Reglamento
Al igual que en la edición anterior, las primeras dos noches fueron presentadas, en cada una, diez canciones. Al término de cada velada el público procedía a votar, decidiendo cuáles serían las cinco canciones que tendrían acceso a la final y cuáles serían eliminadas. Durante la tercera noche tuvo lugar la final, en la cual el público votó para decidir la canción ganadora.

## Orquesta
Orquesta Della canzone dirigida por el maestro Cinico Angelini, y compuesta por:
- Mario Maschio: batería
- Luigi Casasco: contrabajo
- William Galassini: piano
- Michele Ortuso: guitarra
- Giovanni D'Ovidio: trompeta
- Mario Pezzotta: trombón
- Emilio Daniele: violín, saxofón tenor
- Quirino Spinetti: vibráfono
- Mario Bosi: acordeón, voz de Paperino en Papaveri e papere

## Organización
- RAI
- Casino de Sanremo